# Melrose (Australie-Méridionale)
Pour les articles homonymes, voir Melrose.
Melrose (431 habitants) est une localité à proximité du mont Remarkable dans la chaîne de Flinders à 265 km au nord d'Adélaïde en Australie-Méridionale.
C'est la plus ancienne ville de la chaîne de Flinders.
Le premier explorateur européen dans la région fut Edward John Eyre en 1840, suivi de près par les premiers colons à venir s'implanter dans la région. Du cuivre y a été découvert et l'exploitation minière a commencé en 1846, mais le site n'était pas rentable et l'exploitation a cessé en 1851. La mine a été ouverte à nouveau trois fois depuis, la dernière fermeture date de 1917.
Aujourd'hui, Melrose sert de base pour les visiteurs du Parc national du Mont Remarkable et de centre d'approvisionnement pour les agriculteurs locaux.
À son ouverture en 1848, le poste de police de Melrose avait le plus vaste secteur de police du monde. Un agent de police, deux soldats et un tracker autochtone étaient responsables d'une zone s'étendant jusqu'à la mer de Timor.